# 普拉埃克
普拉埃克（法語：Prahecq，法語發音：[pʁa.ɛk]）是法国德塞夫勒省的一个市镇，属于尼奥尔区。

## 地理
普拉埃克（46°15'31"N, 0°20'45"W）面积24.95 平方千米，位于法国新阿基坦大区德塞夫勒省，该省份为法国西部内陆省份，北起曼恩-卢瓦尔省，西接旺代省，南至夏朗德省和滨海夏朗德省，东临维埃纳省。
与普拉埃克接壤的市镇（或旧市镇、城区）包括：艾夫尔、布吕兰、圣马丹德贝尔讷古、武耶、艾贡迪涅。

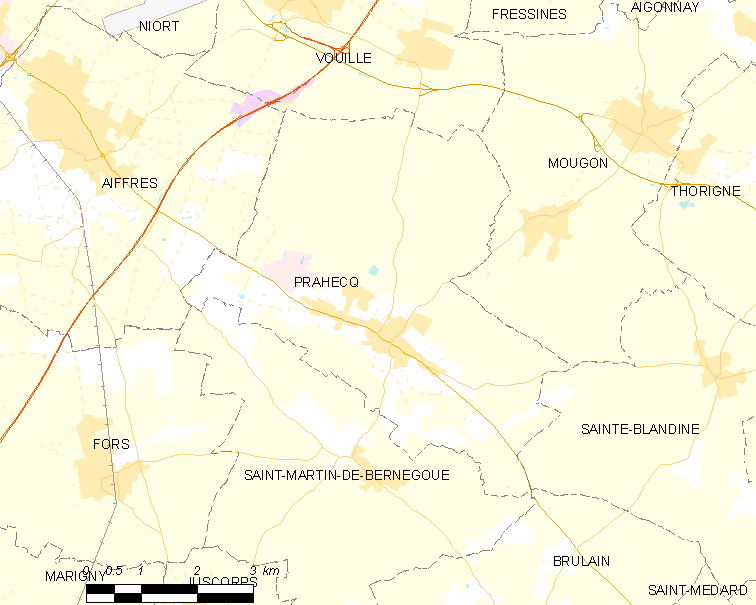
普拉埃克的OSM定位图

普拉埃克的时区为UTC+01:00、UTC+02:00（夏令时）。

## 行政
普拉埃克的邮政编码为79230，INSEE市镇编码为79216。

## 政治
普拉埃克所属的省级选区为尼奥尔平原县。

## 人口

1962-2008年间普拉埃克人口变化图示

普拉埃克于2022年1月1日时的人口数量为2249人。